# Українські фестивалі в Канаді
Українська діаспора в Канаді за чисельністю посідає восьме місце серед етнічних громад Канади, а за чисельністю поза межами України — друге. За останніми переписами кількість українців складає понад 1,3 мільйона. У Конґресі Українців Канади діє комітет Українсько-Канадської Мистецької Мережі (UCAN), що підтримує українську мистецьку громаду. Особливу увагу комітет приділяє фестивалям, як успішним формам культурної і міжкультурної взаємодії українсько-канадського простору.

### Список[2][3]
| Назва                                         | Опис | Місце проведення             | Посилання                                          |
| --------------------------------------------- | --- | ---------------------------- | -------------------------------------------------- |
| Bloor West Village Toronto Ukrainian Festival | Мистецький фестиваль української культури, покликаний зміцнювати багатокультурну площину Канади. | м. Торонто, Онтаріо          | http://www.ukrainianfestival.com/index.html        |
| Montreal Ukrainian Festival                   | Мистецький фестиваль української культури та спадщини. | м. Монреаль, Квебек          | http://ukefestmontreal.org/en/home/                |
| Babas & Borshch Ukrainian Festival            | Туристична ініціатива округу Ламонт у вигляді щорічного 2-денного сімейного фестивалю. Вшанування української культури: їжа, танці, музика, історія — через інтерактивні демонстрації, презентації та виступи від талановитих експертів. | м. Ламонт, Альберта          | https://www.babasandborshch.ca/                    |
| Canada's National Ukrainian Festival          | Національний українсько-канадський захід у вигляді 3-денного фестивалю, покликаний поширювати і демонструвати українську культуру | м. Дофін, Манітоба           | https://cnuf.ca/                                   |
| Capital Ukrainian Festival                    | Мистецький фестиваль української культури. | м. Оттава, Онтаріо           | https://capitalukrainianfestival.com/              |
| Calgary Ukrainian Festival                    | Мистецько-розважальний фестиваль. | м. Калгарі, Альберта         | https://calgaryukrainianfestival.ca/event-details/ |
| Vesna Festival                                | Мистецький фестиваль української культури. | м. Саскатун, Саскачеван      | https://www.vesnafestival.com/                     |
| Cheremosh Ukrainian Dance Festival            | Український танцювальний фестиваль. | м. Сент-Альберт, Альберта    | https://cheremosh.ca/dance-festival/               |
| B.C. Ukrainian Cultural Festival              | Мистецький фестиваль української культури. | м. Мішн, Британська Колумбія | https://bcucf.ca/main/                             |
| Pysanka Festival                              | Мистецько-розважальний фестиваль. | м. Веґревіль, Альберта       | https://www.pysankafestival.com/                   |
| Spirit of Ukraine Pavilion                    | Мистецько-розважальний фестиваль. | м. Вінніпег, Манітоба        | http://www.spiritofukraine.ca/                     |